# Raggruppamento per la Democrazia e il Progresso (Niger)
Il Raggruppamento per la Democrazia e il Progresso (in francese: Rassemblement pour la démocratie et le progrès - RDP-Jama'a) è un partito politico nigerino fondato nel 1997 dopo lo scioglimento dell'Unione Nazionale degli Indipendenti per il Rinnovamento Democratico, il soggetto politico nato nel 1996 per sostenere la candidatura di Ibrahim Baré Maïnassara alle elezioni presidenziali.

## Risultati elettorali
| Elezione          | Voti    | %    | Seggi   |
| ----------------- | ------- | ---- | ------- |
| Parlamentari 1999 | 193.080 | 10,9 | 8 / 83  |
| Parlamentari 2004 | 149.825 | 6,5  | 6 / 113 |
| Parlamentari 2009 | 314.193 | 10,4 | 7 / 113 |
| Parlamentari 2011 | 209.622 | 6,5  | 7 / 107 |
| Parlamentari 2016 | 114.141 | 2,4  | 3 / 171 |